# Holanusomyia pulchripennis
Holanusomyia pulchripennis är en stekelart som beskrevs av Girault 1915. Holanusomyia pulchripennis ingår i släktet Holanusomyia och familjen sköldlussteklar.
Artens utbredningsområde är Filippinerna. Inga underarter finns listade i Catalogue of Life.